# 85095 Hekla
85095 Hekla è un asteroide della fascia principale. Scoperto nel 1973, presenta un'orbita caratterizzata da un semiasse maggiore pari a 1,9257683 UA e da un'eccentricità di 0,0813710, inclinata di 18,96795° rispetto all'eclittica.